# Crowded House (album)
Crowded House è l'album di debutto del gruppo musicale australiano omonimo, pubblicato dalla Capitol nel 1986.
L'album, prodotto da Mitchell Froom, è conosciuto per aver lanciato il gruppo. Si tratta del primo album che il frontman Neil Finn e il batterista Paul Hester hanno registrato da quando Neil Finn lasciò il suo precedente gruppo, gli Split Enz. L'album fu notato per la maggiore impronta rock al suo interno rispetto al suono degli Split Enz, nonostante Finn scrivesse le canzoni per entrambi i gruppi. Nell'album sono presenti i singoli Don't Dream It's Over, Something So Strong, Mean to Me, World Where You Live e Now We're Getting Somewhere, quattro dei quali vennero poi inclusi nell'album greatest hit Recurring Dream.

## Registrazione
Dopo lo scioglimento del gruppo Split Enz, Neil Finn e il batterista Paul Hester decisero di mettere su un loro gruppo, come annunciato in un programma Australiano. Il bassista di Melbourne Nick Seymour avvicinò Finn dopo una festa e gli chiese di entrare a far parte del nuovo gruppo. Il gruppo fece fare anche un'audizione al bassista del gruppo Swingers, poi chiamato Midnight Oil, Bones Hillman, però alla fine fu Seymour a guadagnarsi il posto suonando la demo "That's What I Call Love". Il gruppo, chiamato poi "The Mullanes" includeva anche il chitarrista dei "The Reels", Craig Hooper, che uscì dal gruppo in circostanze sconosciute prima che firmassero per la Capitol Records. La compagnia rifiutò il nome "The Mullanes", insieme agli altri nomi "Largest Living Things", e "Krakatoa Chorus".
Il trio volò a Los Angeles per registrare l'album. Mentre erano lì, andarono in un piccolo appartamento dove stare mentre registravano l'album e venne loro l'idea del nome Crowded House.
L'album fu prodotto da Michtell Froom che si fece la fama di produttore rispettoso sin dalla pubblicazione di Crowded House. Le tracce iniziali furono registrate nei Capitol Recording Studios di Los Angeles, con il tecnico Larry Hirsh. La sessione principale venne registrata ai Sunset Studios, dove il gruppo collaborò per la prima volta con il tecnico Tchad Blake, che avrebbe successivamente lavorato il coppia con Froom per la realizzazione degli album Temple of Low Men e Woodface. L'album venne poi mixato dal tecnico Michael Frondelli agli Studio 55.
Seymour e Hester non appaiono nella canzone "Now We're Getting Somewhere", che era stata registrata con il batterista Jim Keltner e il bassista Jerry Scheff. Questo perché Froom al tempo aveva dubbi sull'abilità della sezione ritmica, ma questi dubbi vennero messi da parte il giorno dopo con la registrazione di Don't Dream It's Over.
L'ultima canzone dell'album, "That's What I Call Love", fu scritta da Hester e viene spesso erroneamente scambiata come scritta da Neil Finn. Questo giudizio erroneo è verosimile, essendo gran parte dell'album scritto da Neil Finn.

## Pubblicazione
Inizialmente l'album fu pubblicato in Australia e in Nuova Zelanda con dieci tracce originalmente scritte e registrate per Crowded House, però quando l'album fu preparato per la pubblicazione internazionale, fu deciso di registrare nuovamente la canzone "I Walk Away", degli Split Enz, scritta però da Neil Finn, e riordinare la track list. Con il riordinamento, fu cancellata la canzone "Can't Carry On". Dopo la registrazione dell'album successivo Temple of Low Men, la EMI decise di ripubblicare l'album Crowded House usando la track list original, con l'aggiunta di "I Walk Away". Questa è considera la track list originale dell'album.
Il singolo "Something So Strong" diede il titolo alla biografia dei Crowded House del 1997 scritta da Chris Bourke, in cui si parla della storia dei Crowded House dall'inizio fino al 1996. Dal ritorno del gruppo non c'è stata alcuna iniziativa di riscrivere il libro per dettagli e aggiornamenti per riempire il divario di dieci anni dalla pubblicazione del libro.
Nel 2005 fu pubblicato un DVD dell'album, a distanza di 19 anni dalla sua pubblicazione, in cui ci sono i video di Don't Dream It's Over e "Something So Strong".
L'album raggiunse la numero 1 nella "ARIA Chart" dell'Australia e la numero 12 nella US Chart nel 1987. Vinse 6 dischi di platino in Australia.

## Posizione in classifica
| Anno | Classifica                                | Posizione |
| ---- | ----------------------------------------- | --------- |
| 1987 | Australian Kent Music Report Albums Chart | 1         |
| 1987 | Billboard 200                             | 12        |

## Tracce
1. "Mean to Me" (Finn)  – 3:15
2. "World Where You Live" (Finn)  – 3:07
3. "Now We're Getting Somewhere" (Finn)  – 4:09
4. "Don't Dream It's Over" (Finn)  – 4:03
5. "Love You 'Til the Day I Die" (Finn)  – 3:31
6. "Something So Strong" (Finn, Froom)  – 2:51
7. "Hole in the River" (Finn, Rayner)  – 4:02
8. "Can't Carry On" (Finn)  - 3:56
9. "I Walk Away" (Finn) – 3:06
10. "Tombstone" (Finn)  – 3:30
11. "That's What I Call Love" (Finn, Hester)  – 3:39

## Singoli
Don't Dream It's Over fu un successo internazionale ed arrivò alla numero 2 della classifica Billboard il 25 aprile 1987. Il suo successo continuò 18 anni dopo, essendo usata nel 2005 per la pubblicità del turismo Neo Zelandese. "Something So Strong" raggiunse la numero 7 nella classifica Billboard. Anche "Mean to Me", "World Where You Live", e "Now We're Getting Somewhere" furono pubblicati come singoli.

## Formazione
- Neil Finn - voce, chitarra e piano
- Nick Seymour - basso
- Paul Hester - batteria e coro